# ルパン三世VS名探偵コナン
『ルパン三世VS名探偵コナン』（ルパンさんせい ヴァーサス めいたんていコナン）は、日本テレビ（日テレ）開局55周年と読売テレビ（ytv）開局50周年の開局記念スペシャル番組で、モンキー・パンチ原作の『ルパン三世』（以降、『ルパン』）と青山剛昌原作の『名探偵コナン』（以降、『コナン』）とのクロスオーバー作品。2009年3月27日の『金曜特別ロードショー』枠（21:00 - 23:09）で放送された。
本作から約4年半後の2013年12月7日には、続編となる劇場版『ルパン三世VS名探偵コナン THE MOVIE』（ルパンさんせい ヴァーサス めいたんていコナン ザ・ムービー）が公開された。

## 概要
日本テレビの誇る怪盗「ルパン三世」と、読売テレビの誇る名探偵「江戸川コナン」との共演作品として、放送の約2年前から企画が動き出していた。放送に先駆けて多くのPRが行われ、放送週の『週刊少年サンデー』2009年17号では出版社の枠を超えてコナンとルパンが並んで描かれている表紙が掲載されたほか、両原作者の対談も掲載された。表紙の内容は、コナンとルパンが相手のトレードマークであるワルサーP38と眼鏡を持ち合うというものであった。
タイトルは「VS」と銘打っているが、実際にはルパンとコナン、もしくは双方の仲間や関係者が協力＝共闘するシーンがほとんどで、展開は架空の王国という『ルパン』でよくある舞台に、『コナン』の推理で犯人を追い詰めていくというもの。不二子のお色気シーンやルパンダイブ、コナンのスケボーによるカーチェイスなどの両者のお約束も取り入れられ、アイキャッチも双方（『ルパン』はTV第2シリーズ）のものが使用された。
時間と場所など状況を示すテロップは、『ルパン』で用いられるタイプライター音を伴って表示された。
BGMについては双方のものを使用しているが、『コナン』側の方が多く使用されている。オープニングテーマとエンディングテーマは「ルパン三世のテーマ」だったほか、「名探偵コナン メイン・テーマ」も、コナン初登場時やカーチェイス、クライマックスなどのシーンで使用された。劇中の音楽として、『ルパン』からは「二人の過去」が、ゲストヒロイン・ミラの関係する場面で数回使用されるなど、全体的に『ルパン三世 ワルサーP38』や『ルパン三世 炎の記憶〜TOKYO CRISIS〜』のBGMが多く使用されている。そのほかにも、五ェ門が初登場する場面では『ルパン三世 燃えよ斬鉄剣』のBGMが、不二子が初登場する場面と不二子がミラに暗殺者が素人であることを説明する場面では、『ルパン三世 sweet lost night 〜魔法のランプは悪夢の予感〜』のBGMが、そして「銭形マーチ」は、『ルパン三世 ルパン暗殺指令』、『ルパン三世 1$マネーウォーズ』、『ルパン三世 アルカトラズコネクション』のBGMが使用された。エピローグで流れた「ルパン三世のテーマ」は、『ルパン三世 ナポレオンの辞書を奪え』のBGMである。
登場人物については『コナン』側の数が毛利探偵事務所の面々と一部の警察関係者、鈴木園子のみと絞られており、中盤以降は毛利探偵事務所の面々のみである。コナンがあり得ない高さから無事に着地するシーンや蘭のお色気シーンなどに加え、彼女の過剰な妄想シーンをはじめかなりコミカルな描写もあるなど、本作放送当時の『コナン』TVシリーズを基準に比較すると珍しい演出が盛り込まれている。一方、『ルパン』側はカーチェイスや銃を使うシーンがほとんど存在しないという、こちらもTVシリーズを基準に比較すると珍しい演出が盛り込まれていた。
ルパン側のキャラクターデザインは当時（2000年代中盤）のTVスペシャルに準じたものとなっており、ルパンのジャケットの色は赤である。本作のみのサブキャラクターやモブキャラクターについては、『ルパン』と『コナン』の双方のキャラクターデザインに準じたものが混在している。
制作スタッフ面では、脚本は『ルパン三世 天使の策略 〜夢のカケラは殺しの香り〜』以来4年ぶり2度目となる前川淳が担当し、監督は双方の長編を担当した経験を持つ亀垣一が担当している。そのほか、総作画監督や音楽など、ルパン側・コナン側双方のスタッフが担当毎にそれぞれ2人体制で参加して担当している一方、作画監督や色彩設計などにはコナン側スタッフである山中純子と海鋒重信がそれぞれ単独で担当している。音響監督は『コナン』音響監督の浦上靖夫が担当し、BGMの選曲は浦上と『ルパン』音楽監督の鈴木清司が共同で担当している。
ルパンシリーズとしては『ルパン三世 霧のエリューシヴ』以来2年ぶりに日本が物語前半の舞台となり、コナンにおいても劇場版『名探偵コナン ベイカー街の亡霊』以来、テレビシリーズとしても『工藤新一NYの事件』以来、コナンの身体になってからは初となる海外が舞台となった。
「原作漫画の出版社と原作者が異なる作品のコラボレーションによるアニメは史上初」と、公式サイトなどでは謳われている。
本作は2007年放送の『霧のエリューシヴ』以来、『ルパン』のテレビ作品としては2作目のハイビジョン制作である。
本作の宣伝で使われたイメージカットは、自動販売機を挟んでルパンとコナンが互いに視線を合わせるというものだった。また、自動販売機に展示された缶には本作の登場キャラクターたちのほか、本作に登場しなかった阿笠博士も描かれている。
『ルパン』側のアイキャッチは第2期のものと同じ音楽が使われたが、アニメ部分は本作用に新規で描き下ろされた。ベンツの色が黄色のものと赤のものと、2つのバージョンがある。また、ルパンの服装も本作に合わせ、赤ジャケットに黄ネクタイのものに変更されている。
関東地区での『金曜特別ロードショー』枠の本放送時には19.5%、2度目の『金曜ロードショー』枠の放送時には15.2%という高視聴率を記録した。これを受け、ルパンとコナンの再対決を企画していた製作側は第2弾として、日テレの開局60周年とytvの開局55周年を記念した特別企画『ルパン三世VS名探偵コナン THE MOVIE』を2013年12月に劇場公開した。
プロデューサーの諏訪道彦は後年、当初は『結界師』の後番組としてルパン三世の新しいTVシリーズを企画していたが、『ドラえもん』の声優陣が世代交代して間もないという時代背景から「今はそのタイミングではない」と却下され、代替案として本作の企画が立ち上がったことを明かしている。

## ストーリー
ヴェスパニア王国のサクラ女王とジル王子が、猟銃事故で死亡した。そのニュースは世界的に報道され、ルパン三世や江戸川コナンの耳にも入る。
サクラ女王の遺児であるミラ王女が王位を継承することになったが、国内ではミラの即位に反対するデモが相次ぎ、ミラ自身も母と兄の突然の死を受け入れられずに次期女王への即位を拒絶していたが、キース伯爵の説得で母が企画していた東京のサクラサクホテルでのレセプションに仕方なく出席することにした。
ミラの護衛を担当するはずだった次元大介と合流したルパンは、ヴェスパニア王国に伝わる秘宝「クイーンクラウン」を狙い、王宮の宝物庫に潜入するかと思われたが、ここでの狙いは別であった。その狙いとは、世界的にも希少な鉱物「ヴェスパニア鉱石」を入手することであり、そのために鉱山へ潜入していた。
その頃、日本では母の代わりに来日したミラが会場で毒殺されかけたところを、鈴木園子に招待されていたコナンと現場に遭遇した毛利小五郎の活躍によって救われ、犯人も逮捕された。しかし、自分の命が狙われたことにショックを受けたミラは、警備の目を掻い潜ってホテルから逃げ出してしまう。
街で自分と瓜二つの少女・毛利蘭と出会ったミラは、蘭と服を交換して入れ替わることで、追跡から逃れようと目論む。その後、ミラは峰不二子に助けられながら、暗殺者たちの襲撃やミラを連れ戻そうとするコナンの追跡を振り切り、身分に縛られない自由を満喫するが、自分にしかできないことを一緒に見つけるべきだと不二子に諭され、帰国を決意する。一方、事情を説明しようとホテルへ戻った蘭は、ミラの身代わりとしてヴェスパニア王国へ連れ去られてしまい、蘭を追うコナンも同国への特別航空機に密航する。さらには、蘭を救おうと急ぐ小五郎も、ルパンを追うICPOの銭形警部の助手として、警視庁の目暮警部の手引で同国へ向かう。
蘭とコナン、そして王女の護衛として雇われていた次元に、キースはサクラ女王とジル王子の猟銃事故がジラード公爵による陰謀である可能性を語る。蘭の救出にやってきた小五郎も巻き込み、王位継承にも関係する捜査網が築かれ、その過程で「世紀の大泥棒」と称されるルパンと「迷宮なしの名探偵」と称されるコナンが、互いにそうとは知らないまま邂逅を果たす。
その後、ルパンは王宮へ潜入してクイーンクラウンを盗もうと画策するが、不二子によって盗まれた後であったうえ、必須アイテムであったヴェスパニア鉱石内蔵アイテムもすり替えられており、ルパンは危機に陥るが、石川五ェ門の手を借りて脱出に成功する。一方、その騒乱を奇貨としたジラード公爵はミラをはじめとする関係者たちを、王宮内にある東屋へ呼び出す。
東屋では、捜査報告とジラード公爵の真意が語られた後、公爵が事前に仕掛けていた爆弾を使ってミラの抹殺を謀るが、侍女の1人に変装していた不二子や、小五郎に変装していたルパン、そして彼からバックアップを頼まれていた次元と五ェ門の活躍によって状況は急転し、猟銃事件に端を発する陰謀劇は落着する。
戴冠式の前、密航者であるコナンはヴェスパニア王国の日本大使館による強制送還に際し、実在しない人間であることを察知されてしまうと焦るが、ルパン一行による拉致を経て不二子の友人の潜水艦により、日本へ送還されることとなった。ルパンと別れる際、コナンは「今度泥棒したら捕まえるからね」と宣戦布告とも取れる言葉を放ち、ルパンも脅かして撮ったコナンの写真を保存して互いを宿敵と認め、ルパンとコナンによる世紀の対決は、ひとまず次回に持ち越す形で幕を下ろした。
その後、コナンは帰国までの間、永遠の若さを狙う不二子に潜水艦内で問い詰められる羽目になった。

## 登場人物

### 『ルパン三世』からの登場人物
- ルパン三世 - 栗田貫一
- 次元大介 - 小林清志
- 石川五ェ門 - 井上真樹夫
- 峰不二子 - 増山江威子
- 銭形警部 - 納谷悟朗

### 『名探偵コナン』からの登場人物
- 江戸川コナン - 高山みなみ
- 毛利蘭 - 山崎和佳奈
- 毛利小五郎 - 神谷明
- 目暮十三 - 茶風林
- 高木刑事 - 高木渉
- 鈴木園子 - 松井菜桜子
- 工藤新一 - 山口勝平

### 本作オリジナルの登場人物
ミラ・ジュリエッタ・ヴェスパランド（Mira Julietta Vespaland）
声 - 堀江由衣
本作のヒロイン。ヴェスパニア王国王女で、サクラの娘であり、ジルの妹でもある。19歳。
かつては心優しく涙もろいなど王女に相応しい性格だったが、母と兄の死後はわがままで、型破りな部分が目立つようになってしまう。しかし、蘭と入れ替わって身分に縛られない自由を偶然出会った不二子のおかげで満喫することによって、徐々に心の傷を癒していく。
容姿は蘭にほぼ瓜二つである。しかし、わずかではあるものの年齢的な条件差もあり、蘭よりも胸が大きい点、肌が若干色白である点、目の色が薄めの青色である点、髪色が薄めの茶色である点のほか、前髪の分け方などから判別できる。また、寿司が好物である。王女でありながら喫煙もしているが、これはヴェスパニアの法律では飲酒や喫煙が18歳から許可されているためである。ルパンのアジトのバスルームでシャワー中のところを不二子がシャワー中と勘違いしたルパンに覗かれた際には彼に洗濯機を投げつけて撃退するという、蘭をも凌ぐパワフルな一面も見せていた。
上記の通り、当初はルパンやコナンのことを快く思っていなかった。しかし2人の活躍によって一連の事件が解決した後は、ルパンから母サクラの過去を聞いてヴェスパニアの新たな女王に即位することを決意し、母にも劣らない立派な大人の女性に成長してルパンにも信頼を置くようになった。また、コナンのことは危うく毒入りワインで毒殺されかけたのを救われた恩から「ワイン少年君」とも呼んでいた。
次作『ルパン三世VS名探偵コナン THE MOVIE』では直接の登場はないが、作中で「おてんば王女」としてコナンの口から存在が語られているほか、同作のBDおよびDVD豪華版特典のスリーブケースにも集合写真という体で描かれている。
キース・ダン・スティンガー（Keith Dan Stinger）
声 - 緑川光
ヴェスパニア王国伯爵で、王家に200年仕え続けたスティンガー家の青年当主。
物語の序盤で目暮たちに対して不遜な態度を取って小五郎や高木から怒りを買うが、その行為はすべて心を閉ざしたミラを助けたいという忠誠心からである。そのため、中盤ではジラードを女王と王子殺害の犯人として疑うも次元と小五郎に女王と王子の死の真相の調査を依頼している。
終盤では全ての真相を語ったジラードから「自分と手を組まないか」と誘われるが、「すべての人生を王家に仕える身に捧げる」と拒否する律儀さを見せた。また、コナンの行動力と判断力については「あの姿が真の姿に思えない」「まるで身体は子供、頭脳は大人」と評している。
次作『ルパン三世VS名探偵コナン THE MOVIE』でも登場する。
サクラ・アルディア・ヴェスパランド（Sakura Aludia Vespaland）
声 - 鈴木弘子、堀江由衣（王女期・ノンクレジット）
ヴェスパニア王国女王で、ジラードの姉であり、ジルとミラの母親でもある。
自然と動物を愛する優しい性格で、動物をスポーツと称して傷付ける狩猟を好まない。また、好きな花は自分と同じ名前の日本のサクラで、コナンたちとミラの出会いの場となった東京のサクラサクホテルのレセプションを自ら企画するほどの親日家としても知られている。ジルとジラードの狩猟に同行し、その途中で出会ったキツネを逃がそうとしたところをジルに誤射されて死亡したとされたが、実際はジラードによって射殺されていた。
かつて王女だった頃は「クイーンクラウン」を盗みにやってきたルパンと出会っており、後年に死亡現場となるサクラの木の下で再会を約束していた。若い頃はスポーツが得意で、近代五種競技の大会で優勝した経験もあり、王宮の自室にはコナンと小五郎も感心するほど数多くのトロフィーや表彰状、射撃用のライフルを持った若い頃のサクラ本人の写真が飾られていた。ルパンとは彼がまだ駆け出しだった頃からの知り合いで、ミラと同様に即位を嫌がりクイーンクラウンと共に自分を盗んでほしいと頼むも、ルパンは彼女の身を案じ、成長したら「クイーンクラウン」を再び盗む形で再会しようと約束していた。
次作『ルパン三世VS名探偵コナン THE MOVIE』では回想シーンで登場する。
ジル・カウル・ヴェスパランド（Gill Cowell Vespaland）
声 - 福山潤
ヴェスパニア王国王子で、ミラの兄。ジラードの証言によると、狩猟中に母のサクラをライフルの誤射で射殺してしまい、直後に自らもパニックに陥ってジラードの拳銃を奪って自殺したとされているが、実際はジラードに拳銃自殺に見せかけて射殺されていた。
サクラの部屋には子供の頃に野球をしている写真が飾られており、ミラの話では元々左だった利き腕を次期国王となる立場もあって母からの教育で右に変えたらしく、これが今回の事件を解く重要な鍵となった。
ジラード・ムスカ・ヴェスパランド（Gerard Musca Vespaland）
声 - 屋良有作
ヴェスパニア王国公爵で、サクラの弟であり、ジルとミラの叔父でもある。
サクラとジルが死亡した一部始終を現場で目撃したが、実際は自らの手でサクラを猟銃事故、そしてジルを事故による自殺に見せかけて殺害し、さらにミラを抹殺して王位を奪おうと画策した本作の黒幕。サクラサクホテルで偽ソムリエを雇い、ミラを毒殺しようとした主犯も彼である。犯行の動機は国内で発見された「ヴェスパニア鉱石」の採掘を巡ってサクラと対立したためで、彼はそれを軍事用の新兵器の開発に利用し、周辺国を支配して領土を拡大するだけに飽き足らず世界を征服しようと企んだが、鉱石の採掘によって国の自然が破壊されることを危惧するサクラの反対に遭って犯行を決意した。しかし、犯行後の偽装工作によってジルが本当は左利きであることを知らずに彼の右手にうっかり拳銃を握らせてしまったことやジルのライフルが空砲であることを知らずに自分のライフルとすり替えたことをコナンと小五郎に変装したルパンの推理によって犯行を暴かれると本性を現し、狙撃手による狙撃と集合場所である池の東屋に仕掛けた爆弾の二段構えで関係者全員を口封じで殺害しようと目論んだが、ルパンからバックアップを頼まれた次元と五ェ門に狙撃手を全滅させられ、キースに自分と協力することを反故された上に女官に変装して潜り込んでいた不二子のメカによって、爆弾の起爆装置のリモコンが作動不能になったところをルパンと銭形に取り押さえられ、メカの効果が切れたために自らが仕掛けた爆弾の爆発に巻き込まれて重傷を負い、手下の衛兵も3名が重傷、2名が軽傷を負う。その後、負傷の完治と同時に反逆罪で国家警察に逮捕されたことが報じられた。
カイル（Kyle）
声 - 楠大典
爵位などは不明だが、キースと同じくヴェスパニア王家に累代仕えた家柄の男性。ミラのSPのリーダーであり、キースからも非常に信頼されている。
その信頼に違わぬ信念と実力を持つが、事情を知らなかった蘭には空手で倒されてしまう呆気ない一幕もあった。その後、事情を知った蘭から謝罪された際や小五郎と捜査に当たった際にはそれぞれへ逆に謝罪するなど、律儀な一面も見せている。
次作『ルパン三世VS名探偵コナン THE MOVIE』では名前こそ登場しないものの、「蘭が倒したボディーガード」として園子の口から彼の存在が語られている。
女官の2人組
声 - 本間ゆかり（女官A）、荒井静香（女官B）
王宮に仕えている女官たち。女官Aは奉職5年、Bは3年と、経歴は短いものの、キースから「先祖代々王家に仕える信頼できる人物」としてコナンらに紹介されている。献身的な性格で、人当たりも良く、ミラの世話を担当するほか替え玉として連れ去られてきた蘭には、ミラの過去を涙ながら打ち明けたりもした。
実は微妙ながら戦闘能力を持ち合わせており、襲いかかってきた衛兵を（2人がかりながら）数発の平手打ちで打ち倒している。
アナウンサー
声 - 岸まり
冒頭でサクラとジルの死亡を臨時ニュースで伝えた。
司会者
声 - 太田真一郎
サクラサクホテルでのパーティーや空港での記者会見の司会者。蘭が連れ去られたことで空港での会見が中止になったことを告げると、小五郎に詰め寄られた。
偽ソムリエ
声 - 古澤徹
本物のソムリエ（声 - 辻親八）を偽り、ミラのワインに毒を入れようと目論んだが、彼女がグラスを手に取ったところでコナンに正体を看破される。その後、その場で暴れて廊下へ逃走したが、そこで小五郎の一本背負いを食らい、呆気無く逮捕された。取り調べによると主犯のジラード公爵に金で雇われていたらしく、毒薬の中身は下剤と聞かされていた。
クローク女性
声 - 本多知恵子
ホテルでフロント内に預けられていたスケボーをコナンへ渡す。
SP
声 - 川津泰彦、柳沢栄治、川村拓央、海老原英人
キースに刃向かった小五郎たちを無理矢理エレベーターへ入れて帰させた。

## 登場する武器・乗り物・独自設定

### 乗り物
スバル360
ルパンがいつも使っている愛車2台（後述）が破壊されたため代わりに使用されるが、あまり使わずろくに整備してなかったせいか大したスピードも出すことができない。『ルパン』TVスペシャル第12弾『ルパン三世 1$マネーウォーズ』にもルパンの愛車として登場した。
フィアット500
ルパンがいつも使っている愛車その1。ヴェスパニア王国軍のミサイルに破壊された。不二子曰く「いつもの車」
メルセデスベンツ SSK
ルパンがいつも使っている愛車その2。ヴェスパニア王国軍のミサイルに破壊された。不二子曰く「いつもの車」
ハーレーダビッドソン FLHT
不二子の愛車。不二子がミラ王女を乗せて暗殺者たちとコナンから逃れる。後ろのサイドケースから防弾シールドを展開することができるが、その分だけ逆に重りにもなっているため、これを外すとスピードを上げることができる。
トヨタ・クラウン
警視庁のパトカー
トヨタ・ランドクルーザープラド（2代目モデル）
不二子とミラ王女の乗るハーレーを追う暗殺者が使用。不二子の銃撃により河川に落下する。
アウディ・TT（初代モデル）
先述のランドクルーザープラドに追突され大破する一般車両。
シボレー・サバーバン
ヴェスパニア王国車。
リムジンのリンカーン・タウンカー
ヴェスパニア王国専用車。
パトカー（フィアット・マレア）
ヴェスパニア王国警察のパトカー。
ジープ
ヴェスパニア王国陸軍で採用されているフォード製M151。ルパンと次元を追跡する兵士たちがM60機関銃と4連装ロケットランチャー付きのものを使用。
F/A-18 ホーネット
不二子がミラ王女と共にヴェスパニア王国に向かうため、アメリカ海軍の知り合いから複座型の機体を借りた。ミラ王女は「F-18」と呼称していた。
F-117 ナイトホーク
次元の脳裏に浮かんだイメージに登場。ヴェスパニア鉱石の特性を説明するルパンが言った「レーダーに映らない戦闘機」という言葉から連想した。
ハリアーII
ヴェスパニア王国空軍が使用。空対地ミサイル と機銃弾の雨をヴェスパニア鉱石を採取していたルパンと次元に浴びせた。終盤では次元がこれを操縦していたが、五ェ門は機体が複座ではなく単座仕様なこともあってコックピットに入れなかったため、飛行中の機上であぐらをかいて尾翼にもたれかかりながら登場した。
航空母艦
同型のものが実在していない架空の空母。艦長が不二子の知り合いのようで、艦載機のF/A-18を喜んで貸してくれた。
ボーイング2707
アメリカのボーイング社が計画していた超音速旅客機（SST）。アメリカ初のSSTとなるべく計画されていた機体であるが、環境保護論者グループによる激しい抗議や私企業の計画に対する政府助成を快く思わない左派政治家によるネガティブ・キャンペーンによってアメリカ政府による資金援助が打ち切られたため、試作機完成前に計画が中止となり、モックアップ以外存在しない幻の機体となった。
本作ではヴェスパニア王国が政府専用機として使用しており、機体色は胴体上半分・垂直尾翼が白で胴体下半分・主翼・水平尾翼がピンク（桜色）となっている。コナンは離陸前に首脚に飛び移って機内に侵入することに成功するが、機体が高高度まで上昇したことにより首脚格納庫の気温が下がり、軽い凍傷を負ってしまう。
なお、本作では当初案の可変翼機として描かれているが、現実では重量増加問題のためにデルタ翼機に変更されている。
Z-9 ヘリコプター
潜水艦
国籍不明の潜水艦。艦長もしくは乗組員が不二子の知り合いのようで、パスポートを取り扱う正規の移動ルートを使えないコナンを日本まで送り届ける。次作『ルパン三世VS名探偵コナン THE MOVIE』でも登場する。

### 武器
斬鉄剣
石川五ェ門が使用。閉じ込められたルパンを救出する際に使用。
ナイフ
偽ソムリエが護身用に使用。小五郎に向けたが、逆に払いのけられた。
剣
ヴェスパニア王国衛兵が使用。
槍
ヴェスパニア王国衛兵が使用。
S&W M10
ジラードが所持していたとされる拳銃。ジル王子がサクラ女王を誤射させてしまったショックでジラードからこの銃を奪って自殺したとされていた。
H&K MP5
ヴェスパニア王国兵士が使用。
H&K G3
ミラ王女を狙う暗殺者が使用する。形状は東京マルイ製電動ガンG3 SASにストックを付けたもので架空仕様。
イングラム MAC-11
不二子が使用。この銃でミラ王女を狙う暗殺者たちが乗った車を銃撃した。
ウィンチェスターM70
ジル王子とジラード公爵が狩猟をするために使用した銃。サクラ女王はジル王子の銃に誤射されたと言われていた。
M60機関銃
ヴェスパニア王国陸軍兵士たちが乗るジープに搭載されていた。
GAU-12U イコライザー 25mm機関砲ポッド
ハリアーIIに搭載され、ルパンと次元に対して対地射撃を行った。
トマホーク巡航ミサイル
次元の脳裏に浮かんだイメージに登場。ホワイトハウスに真上から着弾する。

### 設定
ヴェスパニア鉱石
ヴェスパニア王国の鉱山から偶然発見された、モホロビチッチ不連続面で生成されるとされる希少鉱石。電波にまったく反応しないという性質から、極めて強力な電波吸収材としての特性を有しており、軍事利用すれば「完璧なステルス性能」を齎すことができるという。ただし、その特性ゆえに通常の方法では発見できず、ルパンも捜索時にはダウジングを使っていた。
本作終盤では、不二子がこの鉱石を組み込んだボール型の機械を用い、ジラード公爵が持っていた起爆装置を短時間無効化している。また、次作『THE MOVIE』では、特定電圧を流すことによって周囲の電子機器を無効化できるという設定が明かされている。

## スタッフ
- 原作 - モンキー・パンチ、青山剛昌
- 監督・絵コンテ - 亀垣一
- 脚本 - 前川淳
- 演出 - 大庭秀昭、亀垣一
- キャラクターデザイン・総作画監督 - 平山智、須藤昌朋
- メカニックデザイン・メカ作画監督 - 水村良男、亀垣一
- デザインワークス・作画監督 - 山中純子
- PART作画監督 - 今木宏明、谷圭一、本橋秀之、清水勝祐、前田明寿、吉田雄一、平塚知哉、曾我篤史、河野稔、清水昌之、三輪修、石之博和、江上夏樹、亀井大祐、村上直紀、越智信次、岩井伸之
- 動画チェッカー - 松本恵、小畑賢
- 美術監督 - 高須賀真二
- 特殊効果 - 林好美
- 色彩設計 - 海鋒重信
- 色指定、仕上検査 - 佐々木雅人、山本智佳、高木雅人
- 撮影監督 - 野口龍生
- 編集 - 岡田輝満
- 音響監督 - 浦上靖夫
- 音楽監督 - 鈴木清司、浦上靖夫
- ミキサー - 大城久典
- 音響効果 - 倉橋静男、西佐知子
- 音楽 - 大野雄二、大野克夫
- アシスタントプロデューサー - 小林三紀子、進藤友博、北田修一
- プロデューサー - 中谷敏夫、諏訪道彦、小島哲
- アニメーション制作 - 東京ムービー（トムス・エンタテインメントのブランド名）
- 製作 - 「ルパン三世VS名探偵コナン」製作委員会（日本テレビ放送網、讀賣テレビ放送、トムス・エンタテインメント、小学館）

## ルパンとコナンの「共演」
本作以前でもルパン三世と江戸川コナンがわずかながら｢共演｣するシーンは何度か登場している（アニメ製作は同じ トムス・エンタテインメント）。これとは別にコナン原作単行本64巻では「日本一有名な警察官」として銭形警部が巻末で紹介されている。
- 1998年に放送されたルパンのTVスペシャル『ルパン三世 炎の記憶〜TOKYO CRISIS〜』の前半で渋谷駅前のハチ公広場のカットでコナンと蘭と小五郎らしき人物が後ろ姿で小さく登場している。
- 2007年に劇場公開された『コナン』劇場版第11弾『名探偵コナン 紺碧の棺』の冒頭で、強盗犯がルパンと不二子の覆面を被って登場している。この作品を含めた劇場版・TVシリーズ・そして本作のキャラクターデザインや総作画監督を担当している須藤昌朋は、『ルパン』TVスペシャル『ルパン三世 燃えよ斬鉄剣』と『ルパン三世 ハリマオの財宝を追え!!』、さらに本作の3年後に放送された『ルパン三世 東方見聞録 〜アナザーページ〜』のキャラクターデザインや総作画監督も担当しており、『紺碧の棺』に登場するルパンと不二子の覆面は、前述の3作品における彼らの顔つきに近い。なお、この作品では、ルパンが佐藤美和子の初恋の人であることが明かされている。この設定は次作でも引き継がれている。
- 2008年に発売されたOVA第3弾『ルパン三世 GREEN vs RED』にも、コナンと蘭らしき人物が一瞬登場している。

## 「みてミル?」

### キャスト面の備考
キッズステーションで再放送された際の「みてミル?」の特集によると、『コナン』側のメンバーと本作オリジナルのキャラクターは、「主要キャラクター」と「かつて『ルパン』に参加した声優が担当するキャラクター」を中心に活躍ができるように選出され、脚本化されたことが明かされている。また、声優面でもクロスオーバーならではの演出があり、栗田貫一が神谷明の代表作である『北斗の拳』のケンシロウ（飲み物がまったく出てこない自動販売機に「経絡秘孔を突く」設定）を、神谷明がルパンを演じる一幕（ルパンが小五郎に変装しているという設定）もあった。

### モデルキャラクター
青山剛昌自身、以前から『ルパン三世』の大ファンで、キッズステーションで再放送された際の「みてミル?」の特集では、青山剛昌により『ルパン』から影響を受けたキャラクターが明かされた。なお、『ルパン三世 (TV第2シリーズ)』からの影響が多い。
- 沖田総司 - TV第2シリーズ第71話『ルパン対新選組』の登場人物。沖田総司の孫となる人物。『コナン』にも青山が原作をした『YAIBA』からのゲストとして同名のキャラクターが登場する。ただし、『コナン』や『YAIBA』に登場する方の沖田総司は、初代沖田総司から数えて6代目である。
- ルパン三世 - 『ルパン』の主人公。番組内では、『コナン』の外伝作品に当たる『まじっく快斗』内での怪盗キッドの異名「平成のルパン」などのモデルとされた。また、怪盗キッドの服装は白い燕尾服にシルクハット、片眼鏡とルパン三世の先祖に当たるアルセーヌ・ルパンのカリカチュアデザインを踏襲している。次作『ルパン三世VS名探偵コナン THE MOVIE』の公開に際しては、クレーンゲームの景品として怪盗キッドの衣装を着たルパン三世のフィギュアが製品化されているほか、次作の本編冒頭でルパン三世が怪盗キッドに変装するという一幕も見られた。また、青山は江戸川コナン（工藤新一）の父・優作の声優に当初ルパンの初代声優を務めた山田康雄を希望していた（『コナン』アニメ版放送開始前に山田が逝去し、実現しなかった）。
- 峰不二子 - 『ルパン』のヒロイン。江戸川コナン（工藤新一）の実の母親、工藤有希子の「有希子」は『ルパン三世 (TV第1シリーズ)』で不二子の初代声優を務めた二階堂有希子から取ったもの。なお、有希子の旧姓は「藤峰」であり、不二子に由来している。さらに有希子を演じる島本須美は、かつて『ルパン三世 カリオストロの城』でヒロインのクラリスを演じたことでも知られており、加えて、テレビアニメ第2シリーズの最終回「さらば愛しきルパンよ」にも小山田マキ役としてゲスト出演している。
- モーリス・ルブラン - 『コナン』のヒロイン毛利蘭の由来は怪盗ルパンの原作者であるモーリス・ルブランにちなむ。なお、『ルパン』TV第2シリーズの第40話・第43話では、脚本を手がけた高屋敷英夫のペンネームとして同名がクレジットされている。

## テレビ放送
| 回数 | 放送局       | 番組名（放送枠名） | 放送日         | 放送時間      | 放送分数 | 平均世帯 視聴率 | 備考 |
| ---- | ------------ | ------------------ | -------------- | ------------- | -------- | --------------- | --- |
| 1    | 日本テレビ   | 金曜ロードショー   | 2009年3月27日  | 21:00 - 23:09 | 129分    | 19.5％          | 金曜特別ロードショーとしての放送。 |
| 2    | 日本テレビ   | 金曜ロードショー   | 2012年3月23日  | 21:00 - 23:09 | 129分    | 15.2%           | 放送枠は同じであるものの、冒頭での日テレとytvの開局記念テロップがカットされた。また、『ルパン』のTVスペシャルとしては『金曜ロードショー』枠で初の再放送となったが、再放送自体は1995年に「山田康雄追悼企画」と題して『土曜スーパースペシャル』にて放送された『ルパン三世 バイバイ・リバティー・危機一発!』が初である。 |
| 3    | 日本テレビ   | 金曜ロードSHOW!    | 2013年12月6日  | 21:00 - 22:54 | 114分    | 12.4%           | 放送枠が通常の2時間枠だったため、ノーカットではなく、一部シーンがカットされた。また、石丸博也の副音声による解説放送も行われた。 |
| 4    | テレビ神奈川 | -                  | 2023年8月11日  | 19:00 - 20:55 | 115分    | -               | |
| 5    | BSトゥエルビ | 日曜アニメ劇場     | 2024年3月31日  | 19:00 - 21:00 | 120分    | -               | ノーカットではなく、一部シーンがカットされた。 |
| 6    | BSトゥエルビ | 日曜アニメ劇場     | 2024年12月22日 | 19:00 - 21:00 | 120分    | -               | |
| 7    | TOKYO MX     | -                  | 2025年6月15日  | 19:00 - 20:50 | 110分    | -               | |

## 関連商品
2012年9月18日には、アニメコミックが少年サンデーコミックススペシャルより発売された。
2013年10月から同年12月まで、次作の劇場公開に合わせて本作のコミカライズ版が週刊少年サンデーSにて連載された（作画：阿部ゆたか・丸伝次郎）。

### Blu-ray/DVD
「ルパン三世VS名探偵コナン」製作委員会よりBlu-ray DiscとDVDが発売。バップが販売。
- Blu-ray
  - ルパン三世 VS 名探偵コナン　品番：VPXY-71003　発売日：2009年7月24日
  - ルパン三世 VS 名探偵コナン(劇場公開記念限定スペシャルプライス版)【期間限定】　品番：VPXY-71285　発売日：2013年11月20日
- DVD
  - ルパン三世 VS 名探偵コナン　品番：VPBY-13355　発売日：2009年7月24日
  - ルパン三世 VS 名探偵コナン(劇場公開記念限定スペシャルプライス版)【期間限定】　品番：VPBY-13854　発売日：2013年11月20日